# Един Атић
Един Атић (Бугојно, 19. јануар 1997) босанскохерцеговачки је кошаркаш. Игра на позицијама бека и крила.

## Каријера
Атић је кошарком почео да се бави са осам година у клубу Промо из Доњег Вакуфа. Године 2011. прешао је у сарајевски Кош и тамо се задржао скоро две године. Уследио је шестомесечни боравак у Цедевити. У сарајевски Спарс дошао је 2013. године и тамо је започео и сениорску каријеру.
Дана 1. септембра 2015. године потписао је шестогодишњи уговор са атинским АЕК-ом. Од јануара 2016. до краја сезоне 2015/16. поново је наступао за Спарсе, али овога пута као позајмљени играч. Сезону 2016/17. провео је на позајмици у екипи Трикале. У сезони 2017/18. коначно је бранио боје АЕК-а и био је део састава који је овом клубу донео трофеје у ФИБА Лиги шампиона и Купу Грчке. У јулу 2018. године атински клуб је отпустио Атића.
Дана 26. септембра 2018. године потписао је уговор са Мегом. Две сезоне је провео у екипи Меге, након чега је у јуну 2020. потписао за Игокеу. У Игокеи је провео сезону 2020/21. у којој је освојио Куп Босне и Херцеговине. Након тога је две сезоне био играч подгоричке Будућности са којом је два пута освојио дуплу круну у Црној Гори. У јуну 2023. године вратио се у Игокеу. Напустио је Игокеу у марту 2024. и потписао за шпанског друголигаша Сан Пабло Бургос.

## Успеси

### Клупски
- АЕК Атина:
  - ФИБА Лига шампиона (1): 2017/18.
  - Куп Грчке (1): 2018.
- Игокеа:
  - Куп Босне и Херцеговине (1): 2021.
- Будућност:
  - Првенство Црне Горе (2): 2021/22, 2022/23.
  - Куп Црне Горе (2): 2022, 2023.